# Telia

Ancien logo.

Telia Company (OMX : TELIA), anciennement TeliaSonera, est l'opérateur de téléphonie historique suédois et finlandais.

## Histoire
TeliaSonera est le résultat du rapprochement du suédois Telia et du finlandais Sonera. L'État suédois possède 37,3 % du capital et l'État finlandais 13,7 %.
L'histoire de Sonera remonte à 1917, date de la fondation de Suomen Lennätinlaitos (Agence télégraphique finlandaise). En 1927, l'agence télégraphique a été fusionnée avec la poste finlandaise pour former une nouvelle agence, l'Agence postale et télégraphique. Cette agence a régi tous les appels interurbains et internationaux jusqu'en 1994, date à laquelle les concurrents ont été autorisés à entrer sur le marché finlandais. La même année, l'Agence postale et télégraphique a été divisée pour former deux sociétés, Suomen Posti Oy (la poste finlandaise) et Telecom Finland Oy. Telecom Finland a ensuite changé de nom pour devenir Sonera en 1998. 
En 2004, TeliaSonera rachète l'opérateur Orange A/S (anciennement dénommé Mobilix) au groupe France Telecom pour la somme de 600 millions d'euros, payés en cash.
En juin 2008, le groupe France Telecom a adressé à TeliaSonera, une offre préalable d'OPA pour racheter la totalité de son capital. Mais cette opération n'a pas abouti.
En juillet 2014, Tele2 annonce la vente à TeliaSonera de ses activités en Norvège pour 5,1 milliards de couronnes suédoises soit 744 millions de dollars. Cette acquisition est annulée de par la diminution de la concurrence qu'elle engendrait en Norvège.
En décembre 2014, TeliaSonera et Telenor annoncent la fusion de leur activité au Danemark via une coentreprise.
Le 10 juin 2015, le groupe déclare posséder 1,4% du site Spotify, numéro un mondial du streaming musical.
Le 21 décembre 2015, TeliaSonera annonce la cession de sa participation de plus de 60 % dans l'opérateur népalais Ncell au malaisien Axiata pour 948 millions d'euros.
En avril 2016, TeliaSonera annonce un changement de nom pour Telia, ainsi qu'un changement de logo.
En octobre 2016, Telia annonce l'acquisition pour 250 millions d'euros de Phonero, une entreprise norvégienne de télécommunication destiné aux entreprises.
En juillet 2018, Telia annonce l'acquisition des activités de norvégiennes de TDC pour 2,6 milliards de dollars. Le même mois, Telia annonce l'acquisition de Bonnier Broadcasting, une entreprise suédoise de médias détenant TV4, C More et la filiale finnoise de MTV, pour 1 milliard de dollars,.
En octobre 2020, Telia annonce la vente de Telia Carrier, gérant un réseau fibre optique à échelle internationale, pour près de 1 milliard de dollars à un consortium de fonds d'investissement public.
En janvier 2022, Telia annonce la vente d'une participation de 49 % dans sa filiale Telia Towers dédié  aux tours de télécommunications en Suède, pour 585 millions de dollars.
En avril 2023, Telia annonce la vente de ses activités au Danemark à Norlys pour 920 millions de dollars.

## Activités

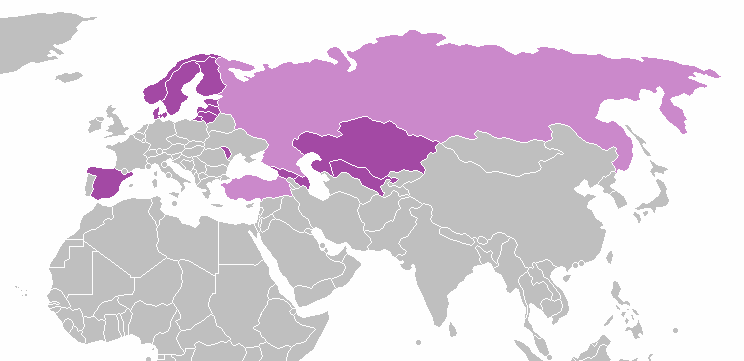
Présence mondiale du groupe TeliaSonera en 2015

TeliaSonera produit et commercialise des services grand public tels que l'ADSL, la téléphonie mobile (GSM et 3G) et des services d'accès à l'Internet. Elle offre également des services d'interconnexion Internet pour de nombreux fournisseurs d'accès à Internet européens.
Présence fin 2015 
Filiales :
- Azerbaïdjan
- Danemark
- Estonie
- Finlande
- Géorgie
- Kazakhstan
- Lettonie
- Lituanie
- Moldavie
- Norvège
- Suède
- Tadjikistan
- Ouzbékistan

Entreprises associées :
- Turquie (part dans le capital de Turkcell : 38 %)
- Russie (part dans le capital de MegaFon : 25,2 %)

## Actionnaires
Liste des principaux actionnaires au 11 janvier 2022 :
| Actionnaire                  | Parts  |
| ---------------------------- | ------ |
| État suédois                 | 39,5 % |
| Telia Company (autocontrôle) | 2,93 % |
| Swedbank Robur Fonder        | 1,77 % |
| The Vanguard Group           | 1,63 % |
| Nordea Investment Management | 1,45 % |
| Handelsbanken Fonder         | 1,27 % |
| SEB Investment Management    | 0,94 % |
| DWS Investments (UK)         | 0,88 % |
| Första AP-fonden (sv)        | 0,83 % |
| Storebrand Asset Management  | 0,75 % |

## Gouvernance
Début février 2013, Lars Nyberg a démissionné après cinq ans au poste de PDG. C'est le directeur financier (CFO) Per-Arne Blomquist qui prend la succession par intérim.